# Pull Shoes Branch
Der Pull Shoes Branch (dt.: „Zieh die Schuhe aus-Bachlauf“) ist ein Fluss im Stann Creek District von Belize. Der Fluss ist 28 Kilometer lang und mündet in den Sittee River.

## Verlauf
Der Fluss entspringt in den Maya Mountains an der Grenze zum Cayo District im selben Einzugsgebiet wie Blackwater Branch, Sibun River, Raspaculo und Cocoa Branch. Von dort verläuft er nach Osten und mündet in den Sittee River, der selbst in das Karibische Meer mündet.
Der Fluss verläuft komplett durch Urwald und durch das Sittee River Forest Reserve. Der nächste bewohnte Ort liegt ca. 16 Kilometer entfernt von der Mündung des Pull Shoes Branch.